# Discografia dei Japan
La seguente è una discografia comprensiva del gruppo musicale britannico Japan.

## Album

### Album in studio
| Anno                                                                                               | Titolo                                                                  | Classifiche | Classifiche | Classifiche | Classifiche | Classifiche | Classifiche |
| Anno                                                                                               | Titolo                                                                  | UK          | GER         | NLD         | NOR         | SWE         |             |
| -------------------------------------------------------------------------------------------------- | ----------------------------------------------------------------------- | ----------- | ----------- | ----------- | ----------- | ----------- | ----------- |
| 1978                                                                                               | Adolescent Sex - Pubblicato: 8 aprile 1978 - Etichetta: Hansa           | —           | —           | —           | —           | —           |             |
| 1978                                                                                               | Obscure Alternatives - Pubblicato: 27 ottobre 1978 - Etichetta: Hansa   | —           | —           | 41          | —           | —           |             |
| 1979                                                                                               | Quiet Life - Pubblicato: dicembre 1979 - Etichetta: Hansa               | 13          | 32          | —           | —           | —           |             |
| 1980                                                                                               | Gentlemen Take Polaroids - Pubblicato: ottobre 1980 - Etichetta: Virgin | 51          | —           | —           | —           | —           |             |
| 1981                                                                                               | Tin Drum - Pubblicato: 13 novembre 1981 - Etichetta: Virgin             | 12          | —           | —           | 16          | 33          |             |
| 1991                                                                                               | Rain Tree Crow - Pubblicato: 20 aprile 1991 - Etichetta: Virgin         | 24          | —           | 61          | —           | 33          |             |
| "—" indica una pubblicazione che non si è classificata o che non è stata pubblicata in quel Paese. |                                                                         |             |             |             |             |             |             |

### Album dal vivo
| Anno | Titolo                                                         | Classifiche | Classifiche | Classifiche |
| Anno | Titolo                                                         | UK          | NLD         | SWE         |
| ---- | -------------------------------------------------------------- | ----------- | ----------- | ----------- |
| 1983 | Oil on Canvas - Pubblicato: 10 giugno 1983 - Etichetta: Virgin | 5           | 29          | 35          |

### Raccolte
- 1981 – Assemblage
- 1985 – Exorcising Ghosts
- 1996 – The Singles
- 2006 – The Very Best of Japan
- 2009 – The Collection

## Singoli
- 1978 – Don't Rain on My Parade/Stateline
- 1978 – The Unconventional/Adolescent Sex
- 1978 – Sometimes I Feel So Low/Love Is Infectious
- 1979 – Life In Tokyo (Short Version)/Life in Tokyo (Part Two)
- 1980 – I Second That Emotion/Quiet Life
- 1980 – Gentlemen Take Polaroids/The Experience of Swimming
- 1981 – Quiet Life/A Foreign Place
- 1981 – The Art of Parties/Life Without Buildings
- 1981 – Visions of China/Taking Islands in Africa (Remix)
- 1982 – European Son (Remix)/Alien
- 1982 – Ghosts/The Art of Parties
- 1982 – Cantonese Boy/Burning Bridges
- 1982 – Nightporter/Ain't That Peculiar
- 1983 – All Tomorrow's Parties (Remix)/In Vogue (Live)
- 1983 – Canton (Live)/Visions of China (Live)
- 1991 – Blackwater (pubblicato a nome Rain Tree Crow)